# 福斯滕
福斯滕（德語：Forstern）是德国巴伐利亚州的一个市镇。总面积15.37平方公里，总人口3272人，其中男性1669人，女性1603人（2011年12月31日），人口密度213人/平方公里。